# Raymond Carver
Raymond Clevie Carver (Clatskanie, Oregon, 1938. május 25. – Port Angeles, Washington, 1988. augusztus 2.) amerikai novellista és költő. Carvert a késő 20. század egyik legjelentősebb amerikai írójának tekintik. Az 1980-as évekbeli novellaírás megújításában behatóan nagy szerepet játszott.

## Életrajza
Raymond Carver a Columbia folyó partján épült Clatskanie (Oregon) nevű gyárvárosban született, de öccsével együtt Yakimában, (Washington) nőtt fel. Apjuk egy fűrészmalomban dolgozott, erősen ivott, és időnként összeverte mindkét fiát. Az anya esetenként pincérnőként vagy bolti eladóként járult hozzá a család eltartásához.
Carver Yakimában kezdte az iskolát. Amikor ideje engedte, detektívregényeket olvasott, és vadászni, horgászni ment a családdal. Miután 1956-ban befejezte a középiskolát (Yakima High School, Washington), egy kaliforniai fűrészmalomban kapott munkát apja mellett. 1957 júniusában, 19 éves korában feleségül vett egy, az iskolából éppen kikerült Maryann Burk nevű 16 éves lányt. 1957 decemberében lányuk született, majd a következő évben egy fiú. Ekkor Raymond 20 éves volt. Családját mint takarító, árukihordó, fűrészmalmi munkás, és könyvtári kisegítő tartotta el. Házasságuk alatt felesége különböző munkákat vállalt: volt pincérnő, elárusító, adminisztrátor, és miután 1970-ben főiskolai diplomát szerzett, középiskolai tanítóként dolgozott 1977-ig.
Carver rövidesen Kaliforniába költöztette családját (Paradise, Kalifornia), mivel anyósának ott háza volt, és remélte, hogy ezzel könnyít a család helyzetén. Az írás iránt Kaliforniában kezdett el érdeklődni. Beiratkozott egy irodalmi kurzusra John Gardner regényíró vezetése alatt. Gardner, mint Carver mentora, komoly befolyást gyakorolt életére és irodalmi karrierjére. Carver tanulmányait először a Chico Állami Egyetemen folytatta, majd a Humboldt nevűn (Arcata, Kalifornia), ahol Bachelor of Art diplomát szerzett 1963-ban. Első novelláit az egyetem irodalmi folyóiratában publikálta álnév alatt. Később egy éven keresztül látogatta az Iowai Egyetem írói munkaközösségét (Iowa Writers' Workshop, Iowa University). Az 1960-as években Carver és családja a kaliforniai Sacramentóban lakott. Itt Raymond éjjeli felügyelőként dolgozott egy kórházban, nappal az egyetemen előadásokat hallgatott (California State University, Sacramento). Itt tanulta meg a verselést is. Első verseskötete Near Klamath címen jelent meg 1968-ban, az egyetem kiadásában.
A kötet megjelenése és apja 1967-ben bekövetkezett halála határkövet jelentett Carver életében. Családjával Palo Altóba költözött (Kalifornia). Itt szerkesztői állást vállalt egy tudományos kutatóintézetnél, de alkalmazása nem tartott sokáig. 1970-ben elbocsátották azzal az indoklással, hogy ahogyan ír, teljesen alkalmatlan. Amikor az 1970-es és 80-as években írói karrierje beindult, tanítani kezdett az Egyesült Államok különböző egyetemein.
A sokféle és gyakran alantas munka, a gyereknevelés, és a sok évi erőfeszítés, hogy végre találjon időt az irásra is, meghozta a nemkívánt eredményt: Carver inni kezdett. Saját bevallása szerint az alkohol akkora problémát okozott az életében, hogy feladta ellene a harcot, és egyszerűen csak ivott amikor eszébe jutott vagy kedve tartotta. Az 1973-as őszi félévben Carver és a neves író, John Cheever, együtt tanítottak az iowai írói alkotóműhelyben (Iowa Writers' Workshop), ahol inkább ittak mint tanítottak, és saját munkájukkal jóformán egy sort sem haladtak. A következő évben Cheever otthagyta tanítói állását és jelentkezett egy alkoholelvonó intézetnél. Carver még három évig folytatta az ivást; amikor azonban emiatt kétszer is kórházba kellett szállítani, az Anonim Alkoholisták segítségével felhagyott az ivással, és 1977. június 2-án új életet kezdett.
Carver Tess Gallagher költőnővel egy 1978-as texasi (Dallas, Texas) írókonferencián találkozott össze. 1979 májusától augusztusig egy kölcsönvett kabinban laktak, a Washington állambeli Port Angeles közelében. Szeptemberben Syracuse (New York állam) városába költöztek, ahol Carver professzor lett a Syracuse-i egyetem angol szakán. Gallagherrel együtt házat vettek a városban, ami aztán olyannyira népszerű találkozóhellyé vált, hogy a tulajdonosoknak táblát kellett kitenniük „Írók Munkában” felirattal, hogy békén hagyják őket. 1982-ben Carver és első felesége elváltak. 1988-ban Carver összeházasodott Tess Gallagherrel Renóban (Nevada állam).
Hat héttel később, 1988. augusztus 2-án, 50 éves korában, Carver tüdőrákban meghalt. Még ugyanabban az évben az Amerikai Művészeti és Irodalmi Akadémia tagjává választotta (American Academy of Arts and Letters). Port Angelesben, ahol meghalt, az „Ocean View” nevű temetőben temették el. Végrendeletében irodalmi hagyatékának kezelését Tess Gallagherre bízta.
2001-ben Chuck Kinder regényíró kulcsregényt jelentetett meg a közte és Raymond Carver közötti barátságról Honeymooners: A Cautionary Tale címen. 2006-ban Carver első felesége, Maryann Burk Carver megírta emlekiratait a férjével töltött évekről: What It Used To Be Like; A Portrait of My Marriage to Raymond Carver. ("Ahogyan a dolgok történtek; Raymond Carverrel való házasságom portréja".) 
2015-ben Alejandro G. Iñárritu rendezésében, Michael Keatonnal a főszerepben került a mozikba a Birdman című film, amelynek története szerint egy kiörögedett hollywoodi sztár a Broadwayn állítja színpadra Carver "What We Talk About When We Talk About Love" című novelláját. A kilenc Oscar-díjra jelölt film világszerte újra felkeltette az érdeklődést Carver írásai iránt.

## Írásai és írói stílusa
Carver karrierjét a novellának és a költészetnek szentelte. Egyik novellagyűjteményében (Where I'm Calling From) a „rövidség és az intenzitás” követőjeként, illetve a novellaírás rabjaként jellemezte magát. A rövid lélegzetű írásokat szerette, melyeket gyorsan lehetett megírni és elolvasni. Ez gyakorlati meggondolás is volt, különösen karrierje elején, amikor az írással egy időben dolgoznia is kellett. Témái gyakran a munkásosztállyal voltak kapcsolatosak - valójában saját életét tükrözték. Ugyanezt el lehet mondani az alkoholizmus és az abból való talpra állás gyakran visszatérő témájáról is.
Carver munkáját a minimalista irodalmi irányzat fémjelezte. Szerkesztője, Gordon Lish, az Esquire folyóirat munkatársa, befolyásos szerepet játszott Carver prózájának minimalista formázásában.
Míg az író és irodalomprofesszor John Gardner azt tanácsolta Carvernek hogy huszonöt szó helyett tizenötöt használjon, Gordon Lish tizenöt helyett csak ötöt engedélyezett. Tiltakozása jeléül Lish „amputációs és átültetéses” szerkesztései ellen, Carver végül is szakított a szerkesztővel.
A posztmodernizmus bonyolult, nehezen érthető technikájával ellentétben egyszerű, világos prózát írt. Carver stílusát „piszkos realizmusnak” (Dirty realism) is nevezték. Az 1970-es és 80-as években Carver olyan írókhoz húzott, akik - éppen úgy, mint ő - a mindennapi emberek szomorúságát és veszteségeit karolták fel, elszigetelt és félreállított emberekről írtak (ilyen volt Richard Ford és Tobias Wolff). Carvert többnyire a hétköznapok jelentéktelennek látszó drámái foglalkoztatták, stílusa szikár, tömör, tényszerű; inkább elmesélte, mint elemezte novellái eseményeit. Hősei hétköznapi figurák, akik nemigen értik a világot, és nem is nagyon akarják megérteni. Sokkal inkább csak hagyják történni az eseményeket, ahelyett hogy ők maguk alakítanák sorsukat. A novellákban a visszatérő téma a szeretet, illetve annak hiánya, az érzelmi kiüresedés. Röviden, olyan emberekről írt, akik Henry David Thoreau szavait idézve, „csendes kétségbeesésben” élik le életüket.
Carver írói stílusát sokszor hasonlítják Ernest Hemingway, Csehov, és Franz Kafka stílusához. Iszaak Babel, Frank O'Connor, és V. S. Pritchett írókat úgy emlegetik, mint akik szintén hatással voltak írói fejlődésére. Talán Csehov befolyása volt a legerősebb: az „Errand” (A megbízatás) című novellájában megírta a nagy orosz elbeszélő utolsó óráit.
Nyomtatásban először megjelent novellájának címe „The Furious Seasons” (1960); (a címet talán „A dühöngő évszakok”-nak lehetne fordítani). Valamivel „ékesebb” mint későbbi munkái, a történet William Faulkner erős hatását viseli magán. A „Furious Seasons”-t egy későbbi novellagyűjtemény címeként is felhasználták.
Első gyűjteményét 1976-ban publikálták Will You Please Be Quiet, Please? címmel. A történet a "Legjobb amerikai novellák, 1967" (Best American Short Stories, 1967) című antológiában is megjelent.
Több irodalmi díj mellett 1984-ben Carver kritikai elismerésben részesült harmadik, Cathedral című novellagyűjteményéért is, melyet általában a legjobbnak tartanak. Ez a gyűjtemény magában foglal jó néhány díjnyertes történetet, mint például „A Small Good Thing” és „Where I'm Calling From” . Carver úgy látta, hogy a Cathedral vízválasztó szerepet játszott írói pályájában: úgy tűnt, a kötet egy optimistább és költőibb stílust kezdett tükrözni.
Végső (és befejezetlen) gyűjteménye hét történetből állt; Angliában Elephant címmel adták ki. Lehetséges hogy ezek a novellák (melyeket halála előtt öt évvel írt), voltak az első jelei annak, hogy megírja első regényét -legalábbis sokan így gondolták. Ezekből a történetekből csak egynek a töredéke maradt fenn The Augustine Notebooks  címmel.
Tess Gallagher még öt novellát adatott ki Carver halála után. Gallagher jelenleg a Knopf kiadóvállalattal harcol, hogy kiadhassa Carver több novelláját eredeti formájukban, még mielőtt szerkesztője, a mészáros Gordon Lish 1981-ben átírta őket.
Magyar nyelven a Magvető Könyvkiadó adja ki Barabás András fordításában. Érdekesség, hogy Birdman című film alapjául szolgáló What We Talk About When We Talk About Love című novella a kiadó és az örökösök vitája miatt Kezdők címmel került az azonos címmel kiadott kötetbe.

## Művei

### Novellagyűjtemények
- Will You Please Be Quiet, Please? (első kiadás 1976)
- Furious Seasons (1977)
- What We Talk About When We Talk About Love (1981)
- Cathedral (1984)
- Elephant (1988)
- Where I’m Calling From (1988)
- Short Cuts: Selected Stories (1993)

### Versgyűjtemények
- Near Klamath (1968)
- Winter Insomnia (1970)
- At Night The Salmon Move (1976)
- Where Water Comes Together With Other Water (1985)
- Ultramarine (1986)
- In a Marine Light: Selected Poems (1988)
- A New Path To The Waterfall (1989)
- All of Us: The Collected Poems (1996)

### Forgatókönyv
- Dostoevsky (1985, Tess Gallagher közreműködésével)

### Esszék, versek, novellák (kiadatlan munkák)
- Fires: Essays, Poems, Stories (1983)
- No Heroics, Please (1992)
- Call if You Need Me (2000)

### Film és színház
- Short Cuts rendező Robert Altman
- Everything Goes rendező Andrew Kotatko
- Jindabyne rendező Ray Lawrence
- What's in Alaska? rendező Jim Fields
- Carver, rendező William Gaskill, Arcola színház, London, 1995
- Studentova žena, rendező Goran Kovač (horvát), a "The Student's Wife" alapján

### Zene
- Album, 1989 So Much Water So Close to Home Paul Kelly ausztrál énekes, zenész.

## Magyarul megjelent művei
- Nem ők a te férjed. Elbeszélések (They are not your husband); vál., szerk. Géher István, Rupp Anikó, utószó Vajda Róza, ford. Barabás András et al.; Kalligram, Pozsony, 1997
- Kezdők (Beginners); ford. Barabás András; Magvető, Bp., 2010
- Katedrális (Cathedral); ford. Barabás András; Magvető, Bp., 2011
- Befognád, ha szépen kérlek? (Will You Please Be Quiet, Please?); ford. Barabás András; Magvető, Bp., 2011

## Könyvek és cikkek az íróról
- Carver, Maryann Burk. What It Used to Be Like; A Portrait of My Marriage to Raymond Carver. St. Martin's Press (2006. március 24.). ISBN 0-312-33258-0

- Nesset, Kirk. Stories Of Raymond Carver: A Critical Study. Ohio University Press (1995. március 24.). ISBN 0821411004

- Charles McGrath. „I, Author”, Week in Review, New York Times, 2007. október 28. (Hozzáférés: 2007. október 28.)
- Pieters, Jesús. El silencio de lo real: sentido, comprensión e interpretación en la narrativa de Raymond Carver (A valóság csendje: a tudat, a felismerés, és az értelmezés szerepe Raymond Carver munkáiban.). Monte Ávila Editores Latinoamericana (2004. március 24.). ISBN 9789800112199

- Stull, William L. and Gentry, Marshall Bruce (editors). Conversations With Raymond Carver (Literary Conversations Series). University Press of Mississippi (1990. március 24.). ISBN 0878054499
- Stull, William L. and Carroll, Maureen P. (editors). Remembering Ray: A Composite Biography of Raymond Carver. Capra Press (1993. március 24.). ISBN 0884963705